# Miller Township (comté de Marion, Missouri)
Pour les articles homonymes, voir Miller Township.
Miller Township est un ancien township, situé dans le comté de Marion, dans le Missouri, aux États-Unis,.
Le township est fondé en 1847 et baptisé en référence à Samuel Miller, un pionnier.

### Source de la traduction
- (en) Cet article est partiellement ou en totalité issu de l’article de Wikipédia en anglais intitulé « Miller Township, Marion County, Missouri » (voir la liste des auteurs).